# Platypolia medialis
Platypolia medialis är en fjärilsart som beskrevs av Augustus Radcliffe Grote 1876. Platypolia medialis ingår i släktet Platypolia och familjen nattflyn. Inga underarter finns listade i Catalogue of Life.